# Stockinger Tamás

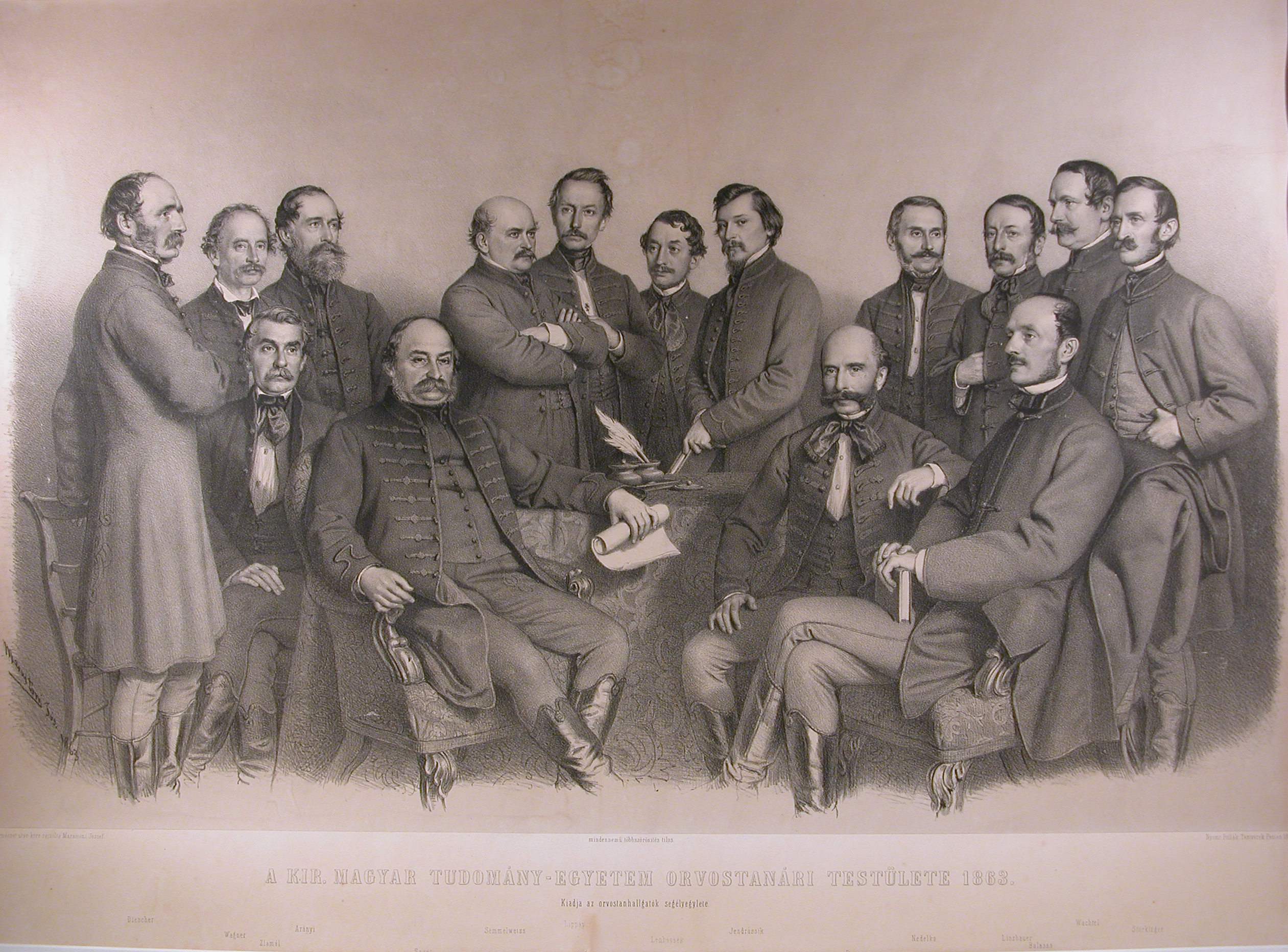
A Pesti Egyetem Orvostudományi Karának egyetemi tanárai 1863-ban. Balról jobbra állnak (1) Diescher János, (2) Wagner János, (3) Arányi Lajos, (4) Semmelweis Ignác (kezeit keresztben tartja), (5) Lippay Gáspár, (6) Lenhossék József, (7) Jendrássik Jenő, (8) Nedelkó Döme, (9) Linzbauer Ferenc, (10) Wachtel Dávid, (11) Stockinger Tamás. Ülnek: (12) Zlamál Vilmos, (13) Sauer Ignác, (14) Rupp N. János, (15) Balassa János. Festő Marastoni József

Stockinger Tamás (Pest, 1811. július 29. – Budapest, 1883. augusztus 20.) kilépett római katolikus szerzetes, orvos, egyetemi tanár, tudományos író.

## Élete
1826-ban a kegyes-tanítórendbe lépett és két évig volt novícius Trencsénben. 1828–1830-ban Tatán a normalis iskolában tanított; 1830–1832-ben Vácon bölcselethallgató volt. Ezután kilépett a rendből és az orvosi tanulmányokra szánta magát, amelyeket elvégezve, 1838-ban Pesten orvosdoktorrá avatták. 
1839-ben a sebészdoktori oklevelet nyerte el, majd pedig Stahly segéde lett. Ennek nyugdíjazása után az orvostudomány történetét kezdte el tanulmányozni és azt mint egyetemi magántanár 1844–1845-től elő is adta. 1847–1848-ban az elméleti sebészet tanszékén tanár lett. Itt 1848-49-ben ugyan más helyettesítette, amikor azonban a szóban levő tanszék 1851–1852-ben előkészítő kórodai sebészeti tanszékké lett átalakítva, ennek rendes tanárává őt nevezték ki. 1863–1864-ben dékán, 1870-1871-ben pedig rektor volt. 
1871-ben érdemei elismeréséül a királyi tanácsosi címet kapta. 1879-ben nyugdíjazták. 1883-ban hunyt el Budapesten.

## Művei
Rektori beszéde az Acta reg. scient. Univ. Ung. Budapestinensisben (1870. Székfoglaló beszéde); cikkeit az orvosi szaklapokban (felsorolja Szinnyei Repertóriuma és Hőgyes Emlékkönyve.) Önálló művei:
- Elegia honoribus... Antonii Juranics episcopi Jaurinensis, dum dioecesim suam benigne inviseret, oblata a S. Piis Tatensibus. Dec. calend. Junii 1830. Comaromii
- Medicus. Dissertatio inauguralis. Budae, 1838
- Utmutatás a sebészi műszerek elemzésére és birálatára. Pest, 1867. 36 tábla rajzzal
- A közművelődés s az egyetemről. Bpest, 1871 (Rectori beszéd. Különny. az Acta reg. scient. Universitatis Ung.-ból)
- Adalék a sérvkötők tanához. Uo. 1873. (Megjelent németül, francziául és angolul is. Uo., 1873)
- Kéziratban: Carmina honoribus... Ernesti Poleretzky e S. Piis, dum diem nominis sui recoleret, a clericis einsdem Ordinis Philos. Studiosis oblata. Vacii, 1832